# Mamba negru
Mamba negru (Dendroaspis polylepis) este o specie de șarpe foarte veninos din genul Dendroaspis (Mamba). Specia este endemică în Africa sub-Saharinană și a fost descrisă pentru prima dată în 1864 de Albert Günther. Mamba negru este cel mai lung șarpe veninos din Africa și al doilea cel mai lung șarpe veninos din lume după cobra regală. El este și cel mai rapid șarpe din Africa și unul dintre cei mai rapizi șerpi de pe planetă, posibil cel mai rapid, capabil să se miște cu o viteză de 11–20 km/h. 

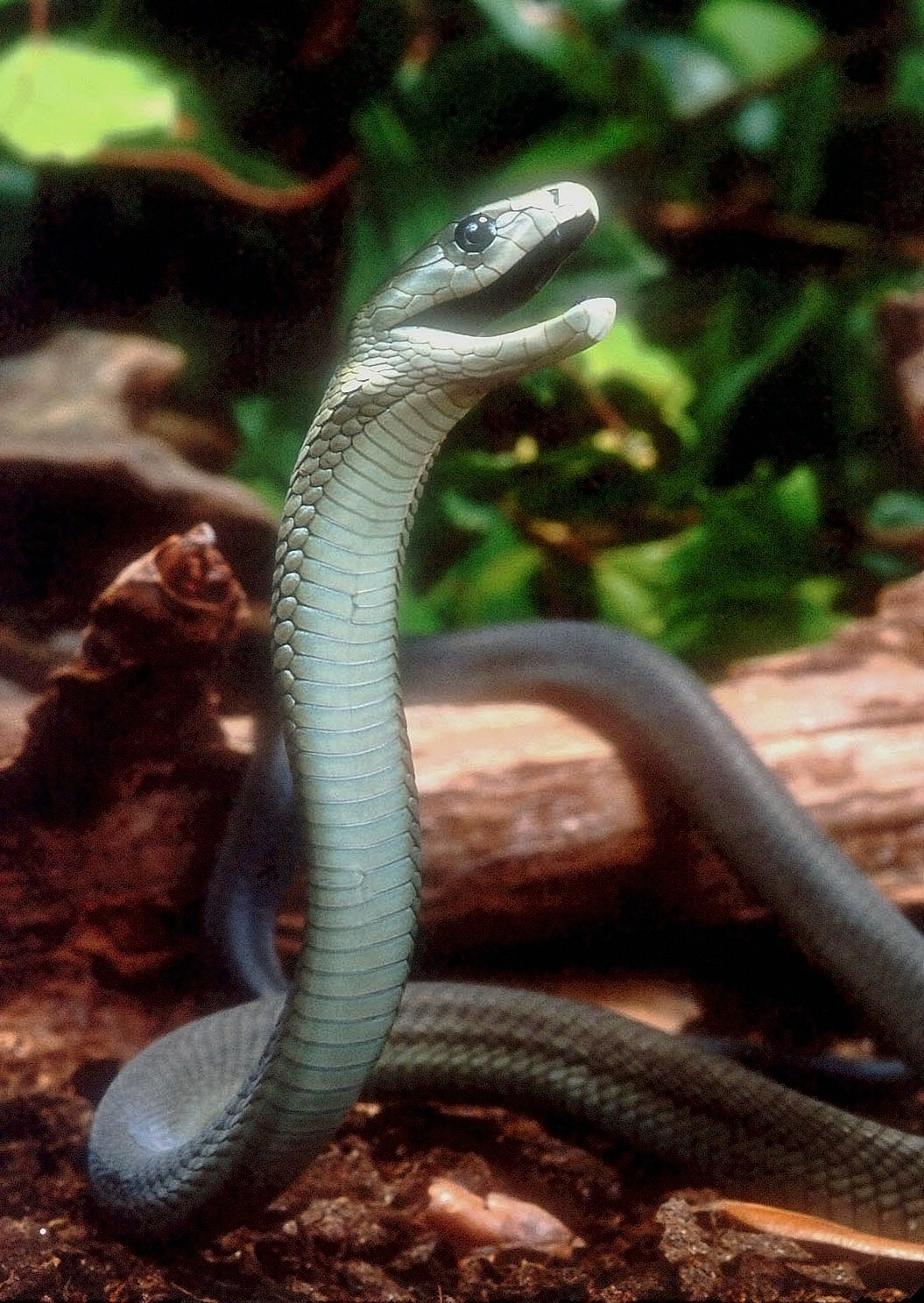

Veninul de mamba negru este foarte toxic, doza medie letală (LD50) fiind de 0,28-0,32 mg/kg.

## Galerie

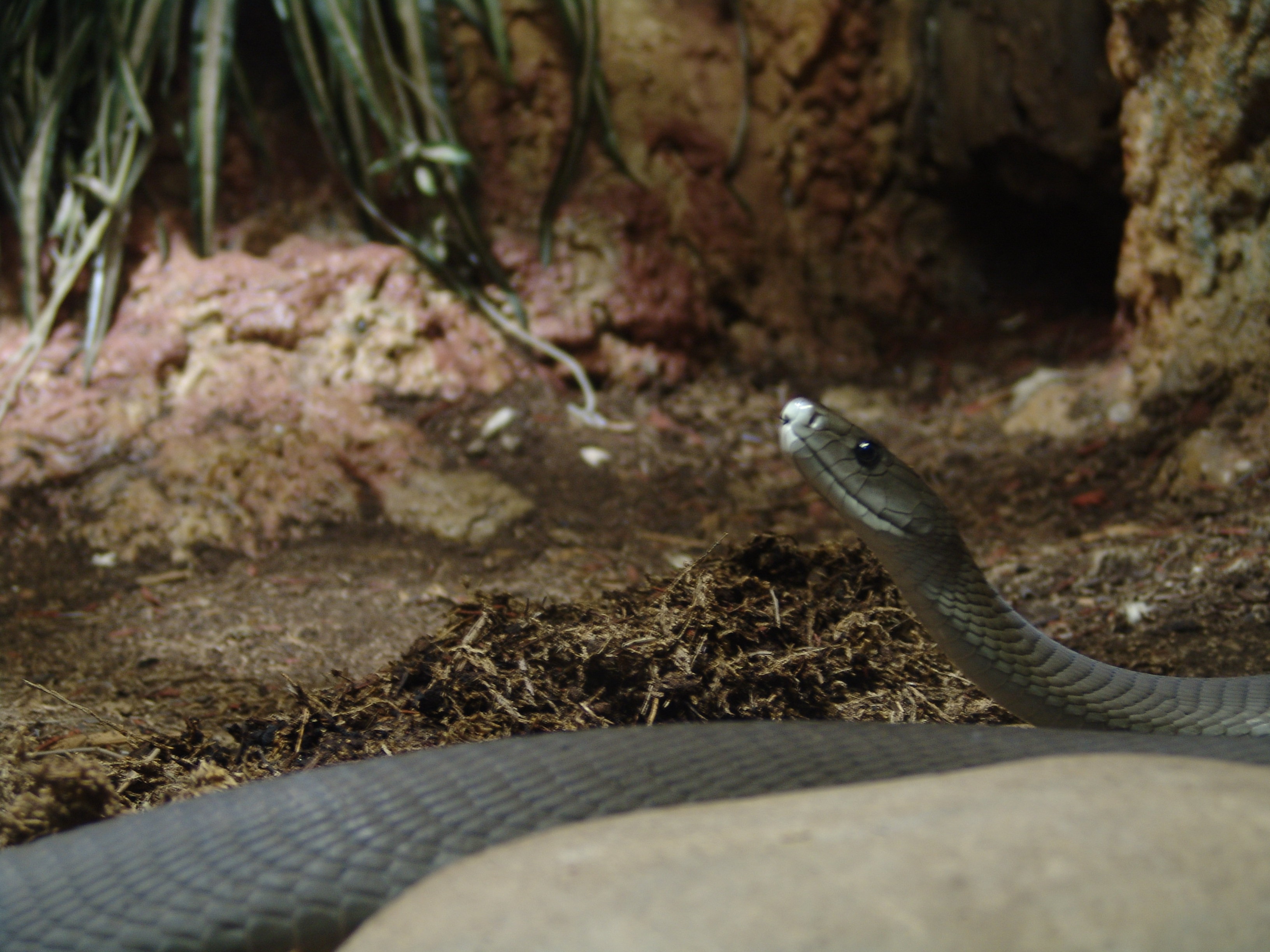
Mamba negru la Wilmington's Serpentarium
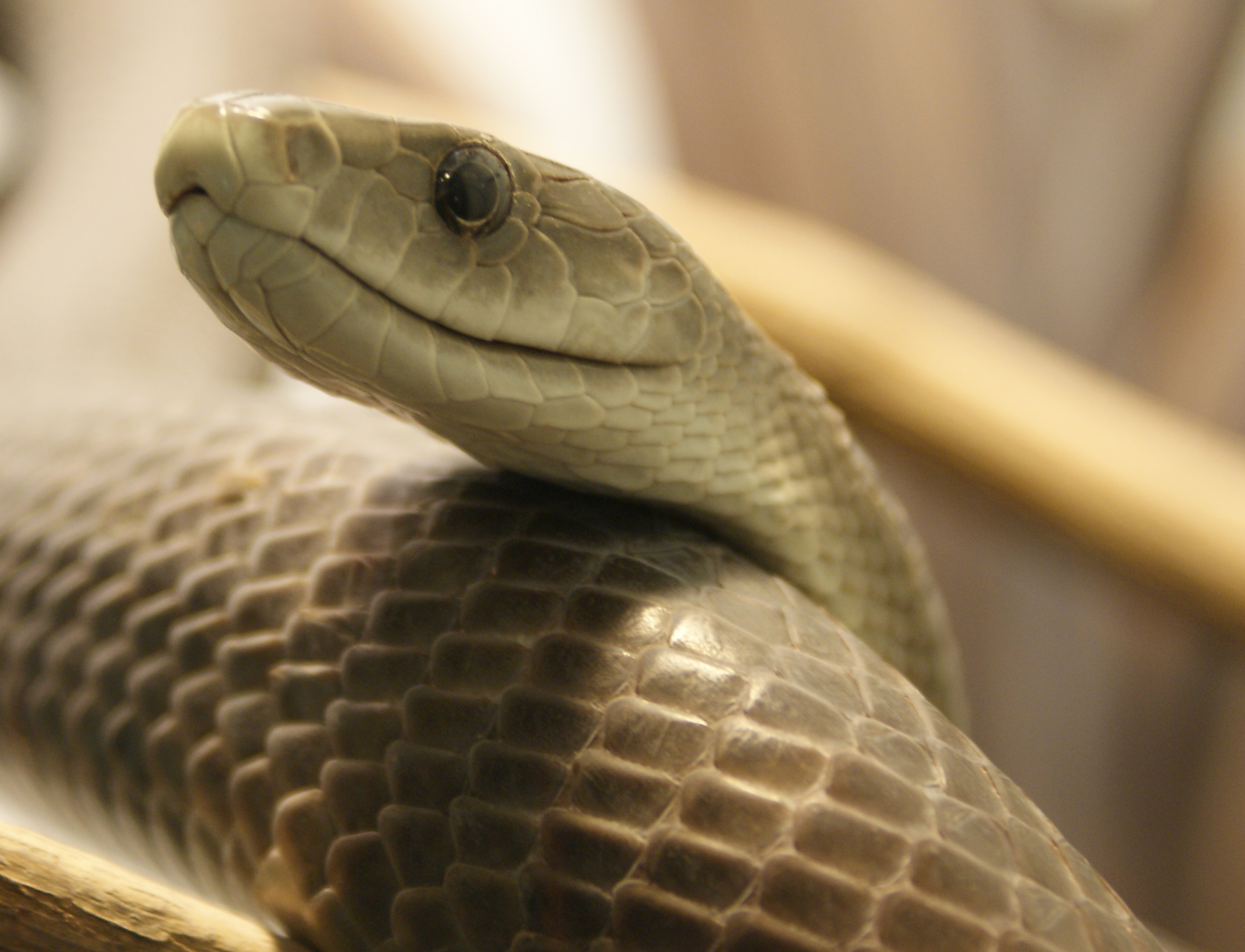
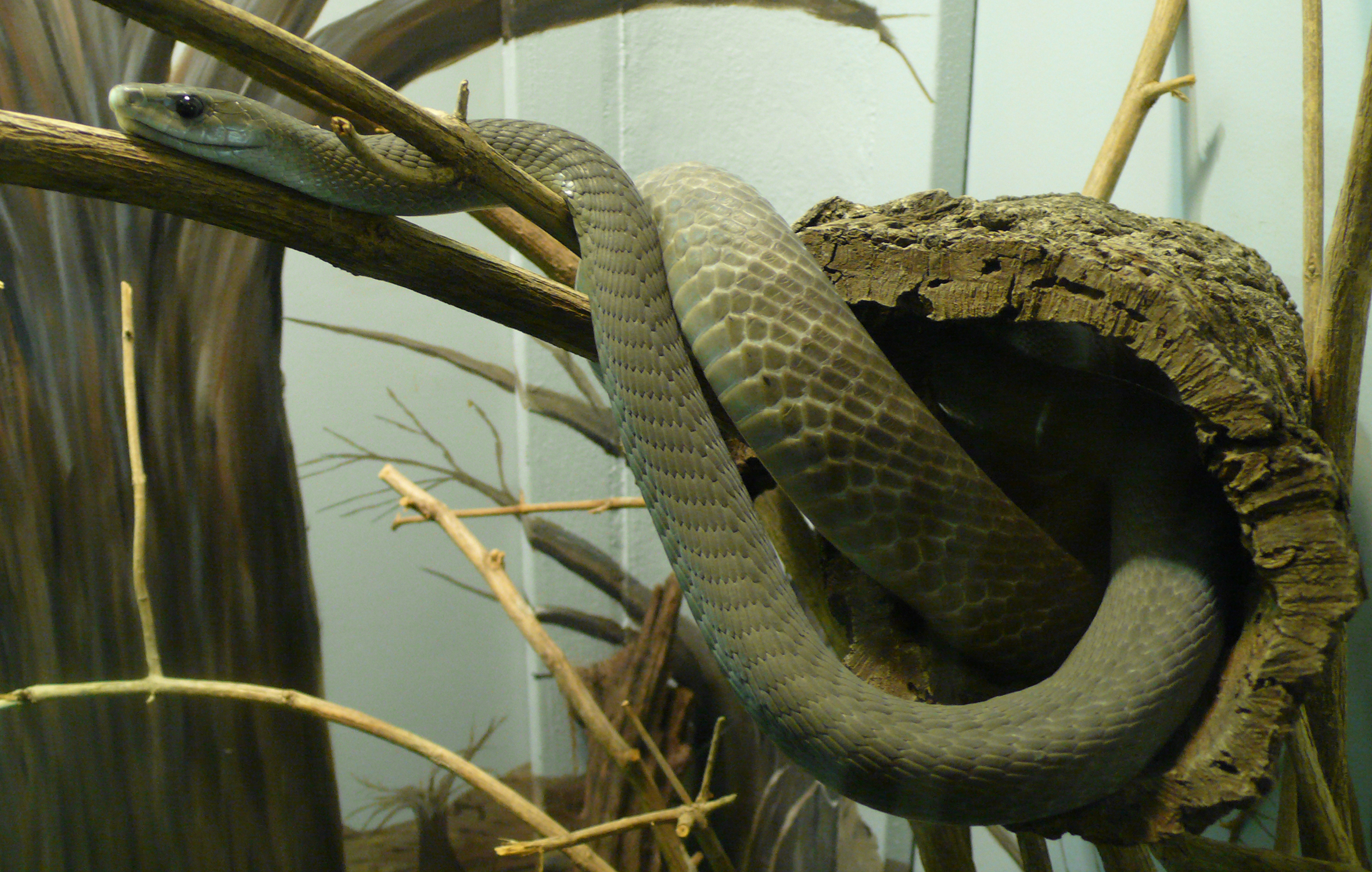
Mamba negru la St Louis zoo
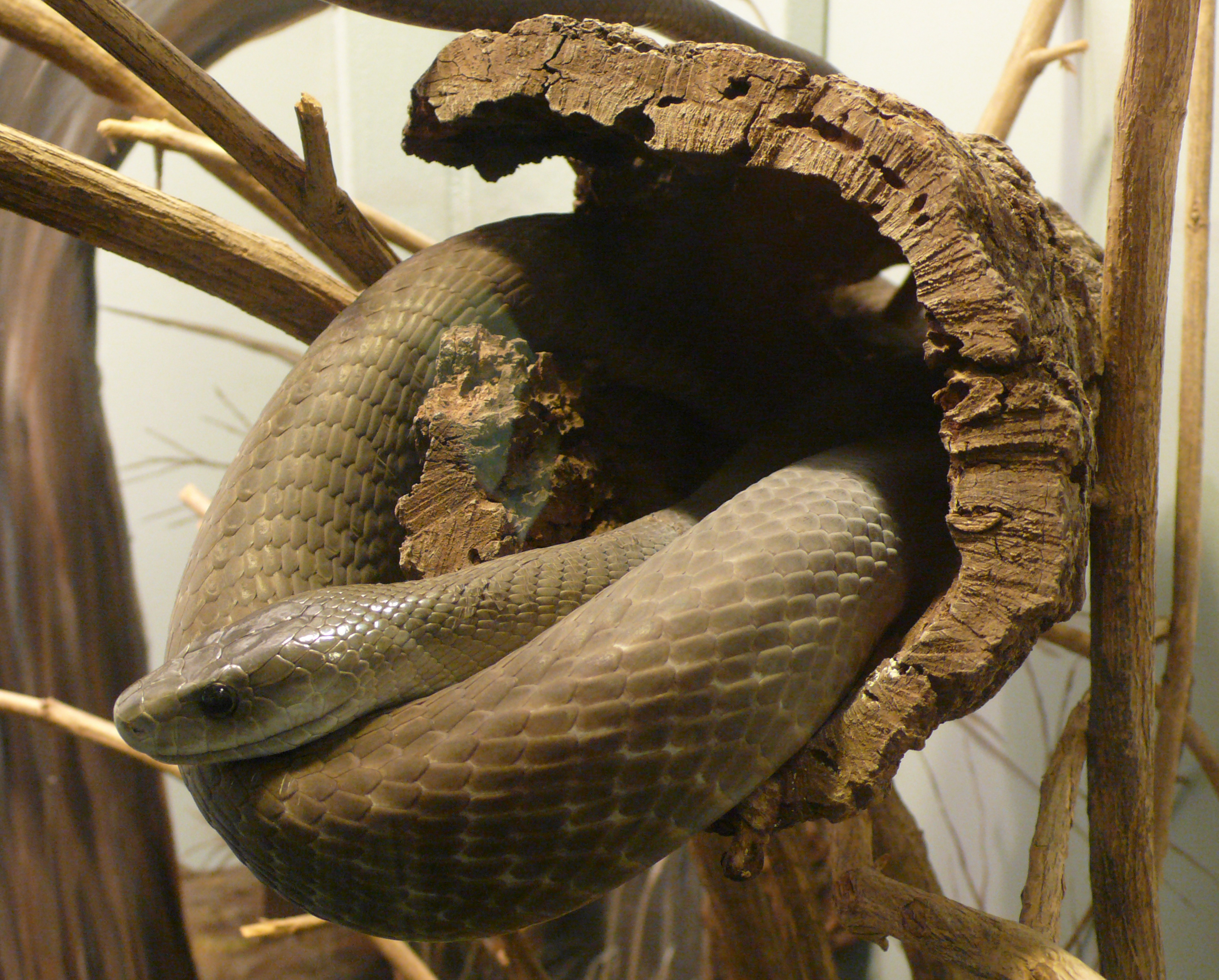
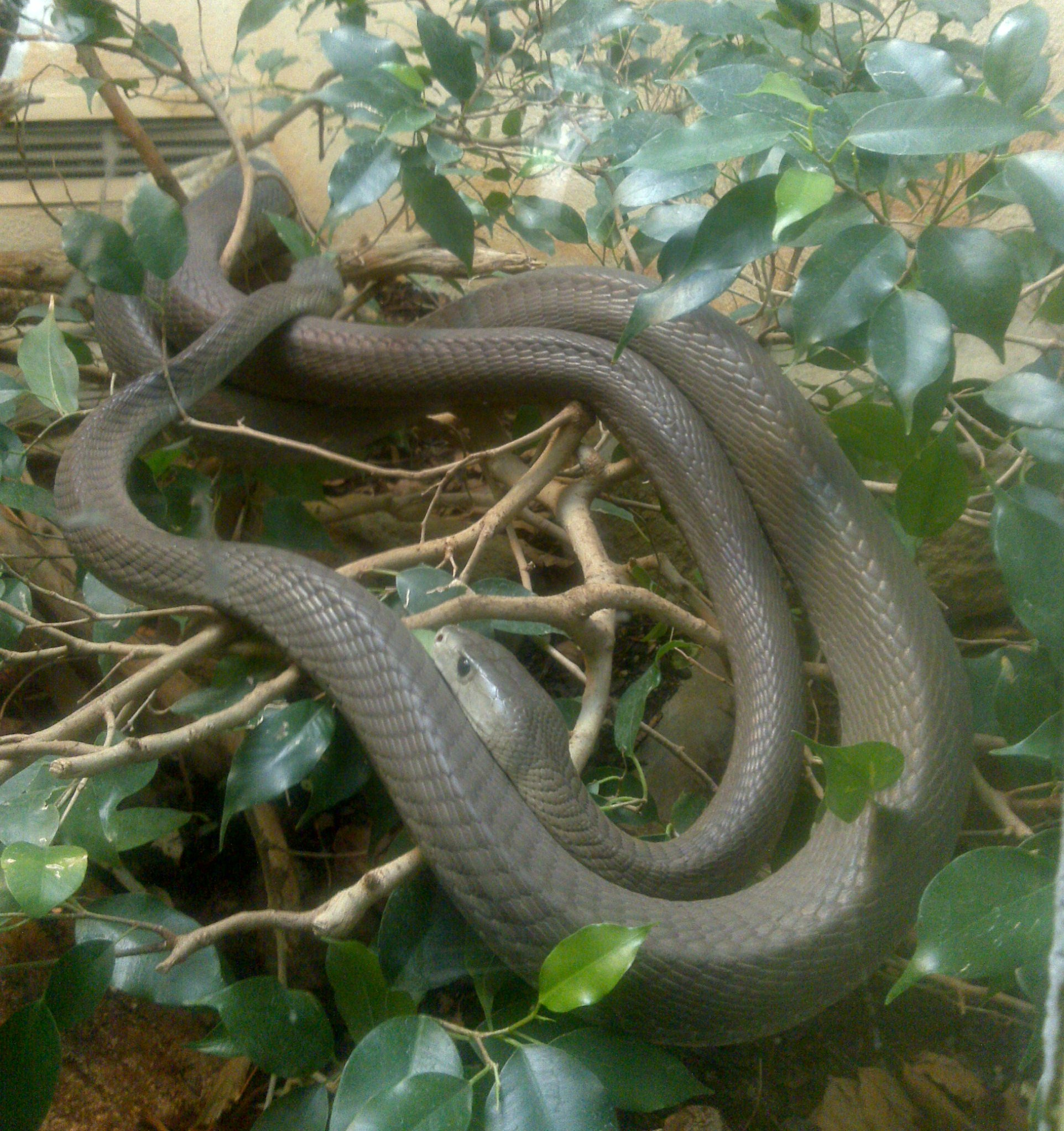